# Louis François Joseph Hanrion
Le général Louis François Joseph Hanrion, né à Besançon le 24 janvier 1821, mort à Belfort le 5 avril 1894, est un militaire français.

## Biographie
Fils de François, maître tailleur au 1er régiment d'infanterie légère, et de Thérèse Richet, Louis Hanrion est né à Besançon (Doubs) le 24 janvier 1821. Saint-cyrien de la promotion de Mazagran (1839-1841), officier d’infanterie, il sert au prestigieux 19e régiment d’infanterie en Afrique du Nord de 1841 à 1848. Il est notamment cité à l’ordre de l’armée pour sa belle conduite au combat d’El Diss le 3 mai 1842. Capitaine puis chef de bataillon au 94e régiment d'infanterie de 1851 à 1866, il participe à l’expédition de Crimée (1855-1856). Le 12 août 1866, il est promu lieutenant-colonel au 6e régiment d'infanterie de ligne puis il est nommé commandant en second de l’École impériale spéciale militaire. Colonel du 105e régiment d'infanterie en mars 1870, il est à la tête du 5e régiment de marche au début de la guerre franco-prussienne de 1870. Général de brigade en novembre 1870, il est à la tête de sa brigade lors du combat d'Épinay-sur-Seine le 30 novembre 1870, puis il assure la défense du 4e secteur de l’enceinte de Paris à partir de février 1871. Après avoir commandé la 2e brigade de la 1re division de l’armée de Paris (mars-juillet 1871), il est confirmé dans son grade d’officier général et désigné pour commander l’Ecole spéciale militaire de Saint-Cyr le 21 juillet 1871. Il succède au général Breugnot, commandant l’École depuis le 11 septembre 1870.
Hanrion est nommé par le général de Cissey, ministre de la Guerre. Il a pour mission de réorganiser l’École mais aussi de bâtir une véritable formation académique et une instruction militaire pour les officiers saint-cyriens. Dans une lettre, il définit l’esprit dans lequel les réformes doivent être entreprises : « Le dressage pouvait suffire autrefois. Nous nous en sommes dans tous les cas, pour notre malheur, contentés pendant trois quarts de siècle. À présent, avec les milices incomparables que nous donnera pour la guerre le service militaire obligatoire, tout chef militaire du sous-Lieutenant au général, qui ne sera pas tout à la fois directeur, éducateur et tuteur sera au-dessous de son mandat ».
Dès septembre 1871, Hanrion doit d’abord faire face à l’arrivée de 415 élèves admissibles au concours de 1870 et promus au grade d’officier pendant la guerre de 1870-1871. Certains ont été blessés, décorés et promus lieutenant ou capitaine. Par conséquent, il paraît difficile de maintenir la discipline et de mettre au travail des jeunes gens ayant déjà été confrontés au feu. Pourtant, Hanrion fait preuve d’autorité et de doigté. Dans son ordre du jour qu’il adresse à la promotion dès son arrivée, il s’exclame : « Je me félicite d’avoir sous mes ordres une promotion de jeunes officiers qui ont déjà puisé des principes d’une forte éducation militaire dans ces épreuves que nous venons de traverser. Tous, vous comprenez la nécessité d’une discipline qui ne peut être totale que par le respect pour les chefs, par l’obéissance aux ordres et par le dévouement au devoir. Tous, aussi, vous comprenez la nécessité du travail, qui doit vous préparer aux obligations que vous imposent nos désastres à réparer et notre gloire à relever. Travail, discipline, camaraderie, telles sont les traditions de l’ancienne École, que vous allez rendre plus vivaces encore ». Ces paroles semblent avoir été entendues puisqu’aucun incident notable n’a été à déplorer pendant cette période.
Dès son arrivée, Hanrion veut régler l’opposition entre l’instruction militaire ("la mili") et la formation académique ("la pompe"). Il cherche aussi à réduire l’écart entre la théorie et la pratique. L’enseignement académique est l’objet de toutes les attentions. Le corps professoral est remanié. Des professeurs civils et des instructeurs militaires de toutes les armes, reconnus pour leurs compétences, sont recrutés à Saint-Cyr. Hanrion introduit de nouveaux moyens pour la formation (les cours sont autographiés par exemple) et il met l’accent sur certains cours (langues, histoire, géographie).
Il réforme aussi l’instruction militaire. Ainsi, il repense l’espace pédagogique en ordonnant l’aménagement d’un immense terrain d’exercice appelé « Iéna », et surnommé par les élèves « marchfeld », afin de faire manœuvrer les élèves. Hanrion souhaite faire plus et dès 1876, il demande au ministre de la Guerre l’autorisation d’envoyer des élèves au camp de Châlons, mais son projet n’aboutit pas. Cependant, il obtient de resserrer les liens entre l’École et les régiments afin de familiariser les élèves à la pratique de l’instruction et du commandement. Enfin, il organise des exercices physiques (équitation, escrime, gymnastique, canne, boxe et danse).
Partisan de méthodes modernes, il assouplit la discipline (autorisation de fumer, permissions de sortie accordées plus facilement). Il lutte contre les brimades et instaure le binômage : les jeunes recrues sont encadrées par les anciens élèves. Exigeant sur la discipline et le travail, détestant la médiocrité et inflexible dans la règle, Hanrion prône auprès de ses subordonnés l’action morale avant de recourir à la contrainte. Il relance les traditions de l’École et se conforme aux ordres du ministre de la Guerre qui ordonne aux unités d’écrire leur historique. Toutefois, Hanrion va plus loin puisqu’il développe le souvenir et le culte des anciens élèves et fait naître un sentiment de fierté des élèves envers leurs écoles.
Enfin, Hanrion entreprend d’importants travaux qui donnent à l’école sa forme définitive. L’augmentation des effectifs des promotions exige la construction de nouveaux bâtiments (bâtiment « Novi-Bazar » qui donne son nom à une promotion ou nouveau réfectoire de l’école surnommé restaurant « Wagram »). Dans son livre Neuf années de commandement, Hanrion revient sur ces travaux : « Les embellissements ne furent pas négligés. La partie de l’École, dite la Petit Bois, d’une superficie d’un hectare et demi environ, était, en été, un lieu charmant de repos que rendit plus agréable encore aux élèves la création d’une avenue centrale, d’allées, de corbeilles de fleurs (…) Dans les cours, le long des manèges, de nouveaux massifs de fleurs, des plates-bandes avaient été disposés avec goût. Ces embellissements, en enlevant à l’École sa physionomie de couvent ou de caserne, ne pouvaient avoir qu’une heureuse influence sur l’esprit des élèves ». Pour embellir l’École, Hanrion obtient le dépôt de quelques œuvres d’art. En 1876, des tables de marbre sur lesquelles sont gravés les noms des officiers, généraux et colonels anciens élèves de l’École, tués à l’ennemi, sont mises en place dans la chapelle. En 1879, est apposé dans la cour Wagram un bas-relief en bronze, « L’Aurore » du critique d’art, poète, peintre et sculpteur Zacharie Astruc (1833-1907), plus connu aujourd’hui par les élèves de Saint-Cyr sous le nom de « Coquillard ».
Le fils de Louis Joseph Hanrion, le sous-lieutenant Léon Louis Alexandre Hanrion, saint-cyrien de la promotion de Mentana (1867-1869), a été tué au combat du Bourget le 30 octobre 1870. La disparition de ce fils a profondément marqué Hanrion et peut expliquer son style de commandement très paternaliste à Saint-Cyr.
Le 5 février 1880, Hanrion est relevé de son commandement notamment pour ses liens très étroits avec la religion catholique. Admis dans le cadre de réserve en 1883, il se retire à Besançon où il s’éteint le 5 avril 1894.
Son frère, le général Bertrand Hanrion (1824-1892), major de la promotion Du Tremblement (1842-1844), termine sa carrière en qualité de commandant de corps d’armée.

## Distinctions
- Commandeur de la Légion d'honneur (14 janvier 1872)[3]
- Officier d'académie
- Commandeur de l'ordre des Saints-Maurice-et-Lazare

## Œuvres
- École impériale spéciale militaire. Conseils à un jeune officier sortant de Saint-Cyr, Paris, J. Dumaine, 1872, 67 p.
- Saint-Cyr. Neuf années de commandement, 1871-1880, Paris, L. Baudoin, 1888, 347 p.
- Guerre de 1870-1871. Le Bourget, journée du 30 octobre. Réponse du général L. Hanrion à M. Alfred Duquet, Besançon, impr. de P. Jacquin, 1893, 24 p.